# 卢尔基
卢尔基（英語：Rurki，波斯語：‎）是位於巴基斯坦旁遮普省拉合尔县的一个城市。坐标为31°11'0N 73°11'0E，海拔175米 (577 尺)。附近村庄包括哈塔以及克加菲。